# Термінал ЗПГ Більбао
Термінал ЗПГ Більбао — інфраструктурний об'єкт для прийому та регазифікації ЗПГ в Іспанії. Розташований на узбережжі Біскайської затоки в районі Сьєрбена (провінція Біскайя, індустріальна зона порту Більбао).
Введений в експлуатацію в 2003 році з початковою потужністю у 3,5 млрд.м3 газу на рік, наступного року цей показник зріс вдвічі. При цьому для зберігання ЗПГ було споруджено два резервуари об'ємом по 150000 м3 кожен. В 2015 завершили модернізацію, додавши третій резервуар таким же об'ємом як і попередні.
Портові потужності терміналу в Більбао розраховані на прийом газових танкерів вантажоємністю від 71000 до 270000 м3.
Видача регазифікованої продукції відбувається через газопровід Більбао – Бергара. Також створено комплекс перевалки ЗПГ на автоцистерни, що поки здатен обслуговувати 15 автомобілів на добу.
Одним з основних клієнтів терміналу є ТЕС Бая-де-Біскайя, споруджена з ним в межах єдиного плану. Це зокрема дозволило організувати незвичну систему рециркуляції морської води, яка використовується для нагрівання зрідженого газу та охолодження пару ТЕС. Завдяки комбінації цих циклів досягли економії капітальних інвестицій, при цьому відпрацьована вода повертається у море практично з тією ж температурою, яку мала при відборі на технологічні потреби. Також в районі терміналу діє ТЕС Сантурці.
Проект реалізовано консоріумом у складі чотирьох учасників — BP, а також місцевих іспанських Enagas, Basque Energy Board (Ente Vasco de la Energia, EVE) та Iberdrola. Пізніше Enagas викупила частку у BP, завдяки чому стала найбільшим учасником з долею 40 %.